# Morris Jennings
Morris Jennings (niet bekend - South Side (Chicago), 3 juni 2016) was een Amerikaanse jazzdrummer. Hij nam op als Moe Jennings, M. Jennings, Maurice Jennings, Morris 'Gator' Jennings en Morris Jennings jr.

## Biografie
Jennings is vooral bekend door het spelen van drums op het Electric Mud-album van Muddy Waters, het album The Howlin' Wolf Album uit 1969 van Howlin' Wolf en het album Super Fly van Curtis Mayfield uit 1972. Zijn werk bij Chess Records omvat onder meer California Soul van Marlena Shaw, met een ongebruikelijke pauze van twee maten in het begin van het nummer. 

## Overlijden
Jennings overleed op 3 juni 2016 op 77-jarige leeftijd in zijn huis in South Side (Chicago) een natuurlijke dood.

## Discografie
Met Roy Buchanan
- 1985: When a Guitar Plays the Blues (Alligator)
- 1986: Dancing On the Edge (Alligator)
- 1987: Hot Wires (Alligator)

Met Terry Callier
- 1972: What Color Is Love (Cadet)
- 1973: I Just Can't Help Myself (Cadet)
- 1978: Fire On Ice (Elektra)
- 1998: TimePeace (Talkin' Loud)
- 1999: Lifetime (Blue Thumb)
- 2004: Lookin' Out (Columbia)

Met Tyrone Davis
- 1979: Can't You Tell It's Me (Columbia)
- 1980: I Just Can't Keep On Going (Columbia)
- 1982: Tyrone Davis (Highrise)
- 1985: Sexy Thing (Future)
- 1988: Flashin' Back (Future)
- 1994: For the Good Times (Life)
- 2013: In the Mood with Tyrone Davis (Big Break)
- 2015: Love and Touch (Solid/Funkytowngrooves)
- 2017: Everything in Place (Solid/Funkytowngrooves)

Met The Dells
- 1971: Freedom Means... (Cadet)
- 1972: The Dells Sing Dionne Warwicke's Greatest Hits (Cadet)
- 1981: Whatever Turns You On (20th Century Fox)
- 1980: I Touched a Dream (20th Century Fox)

Met Woody Herman
- 1969: Light My Fire (Cadet)
- 1969: Heavy Exposure (Cadet)

Met Ramsey Lewis
- 1970: Them Changes (Cadet)
- 1971: Back to the Roots (Cadet)
- 1972: Upendo Ni Pamoja (Columbia)
- 1973: Ramsey Lewis' Newly Recorded All-Time Non-Stop Golden Hits (Columbia)
- 1973: Funky Serenity (Columbia)
- 1974: Solar Wind  (Columbia)
- 1974: Sun Goddess (Columbia)
- 1975: Don't It Feel Good (Columbia)
- 1979: Ramsey (Columbia)
- 1981: Three Piece Suite (Columbia)
- 1982: Chance Encounter (Columbia)
- 1983: Les Fleurs (Columbia)

Met Curtis Mayfield
- 1972: Super Fly  (RCA)
- 1982: Honesty  (Boardwalk)
- 1985: We Come in Peace with a Message of Love (CRC)

Met anderen
- 1968: Ben Branch, The Last Request (Chess)
- 1968: Brother Jack McDuff, The Natural Thing (Cadet)
- 1968: Muddy Waters, Electric Mud (Cadet)
- 1969: Howlin' Wolf, The Howlin' Wolf Album  (Cadet)
- 1969: John Klemmer, Blowin' Gold (Cadet)
- 1969: Melvin Jackson, Funky Skull (Limelight)
- 1969: Phil Upchurch, Upchurch (Cadet)
- 1969: Brother Jack McDuff, Gin and Orange (Cadet)
- 1969: Muddy Waters, After the Rain (Cadet)
- 1970: Barry Melton, Bright Sun Is Shining (Vanguard)
- 1970: Donny Hathaway, Everything Is Everything (ATCO)
- 1970: Odell Brown, Free Delivery (Cadet)
- 1971: Jerry Butler, The Sagittarius Movement (Mercury)
- 1971: Donny Hathaway, Donny Hathaway (ATCO)
- 1973: Cleveland Eaton, Half and Half (Gamble)
- 1973: Gatemouth Moore, After Twenty-One Years (BluesWay)
- 1973: Sonny Stitt, Soul Girl (Paula)
- 1974: Oscar Brown Jr., Fresh (Atlantic)
- 1975: Cleveland Eaton, Plenty Good Eaton (Black Jazz)
- 1976: Buddy Rich, Speak No Evil (RCA Victor)
- 1976: John Klemmer, Magic Moments (Chess)
- 1977: Peabo Bryson, Reaching for the Sky (Capitol)
- 1978: Eddie Harris, I'm Tired of Driving (RCA Victor)
- 1978: Eugene Record, Trying to Get to You (Warner Bros.)
- 1979: Jessy Dixon, You Bring the Sun Out (Light)
- 1979: Loleatta Holloway, Loleatta Holloway (Gold Mind)
- 1979: Milton Brunson, To All Generations (Creed)
- 1979: Rockie Robbins, Rockie Robbins (A&M)
- 1981: Champaign, How 'Bout Us (Columbia)
- 1981: The Chi-Lites, Me and You (20th Century Fox)
- 1981: The Manhattans, Black Tie (CBS)
- 1982: Charles Earland, Earland's Jam (Columbia)
- 1982: Linda Clifford, I'll Keep On Loving You (Capitol)
- 1983: The Manhattans, Forever by Your Side (Columbia)
- 1985: Otis Clay, The Only Way Is Up (Blues R&B)
- 1986: Albert Collins, Cold Snap (Sonet)
- 1987: Marvin Yancy, Heavy Load (P.S.)
- 1988: Inez Andrews, If Jesus Came to Your Town Today (Ichiban)
- 1991: Katie Webster, No Foolin'! (Alligator)
- 1994: Syl Johnson, Back in the Game (Delmark)
- 1996: Rotary Connection, The Rotary Connection (Chess)
- 1998: Syl Johnson, Bridge to Legacy (Antone's)
- 2002: Plush, Fed After Hours (P-Vine)
- ????: Phil Upchurch, The Way I Feel